# Donje Jarušice
Donje Jarušice (em cirílico: Доње Јарушице) é uma vila da Sérvia localizada no município de Rača, pertencente ao distrito de Šumadija, na região de Šumadija. A sua população era de 209 habitantes segundo o censo de 2011.

## Demografia
| 1948 | 1953 | 1961 | 1971 | 1981 | 1991 | 2002 | 2011 |
| ---- | ---- | ---- | ---- | ---- | ---- | ---- | ---- |
| 527  | 525  | 505  | 413  | 383  | 316  | 265  | 209  |